# Restituto Navarro Gonzalo
Restituto Navarro Gonzalo (Gea de Albarracín, 27 de mayo de 1912 – Cuenca, 6 de marzo de 1975) fue un religioso, músico y musicólogo español, maestro de capilla de la  catedral de Cuenca.

## Biografía
Natural de la localidad de Gea de Albarracín, se formó en Teruel y Valencia con compositores como Ángel Mingote Lorente o Manuel Palau Boix. Publicó su primer artículo sobre temas musicales en Tesoro Sacro Musical en 1928. Ordenado sacerdote, ejerció en varias localidades de la provincia de Teruel , realizando sus primeras piezas musicales por motivos de catequesis. Poco después fue autor en colaboración con Luis Alcusa de varias danzas y de una zarzuela que fueron premiadas. Realizó igualmente publicaciones sobre jota aragonesa y folclore aragonés.
Tras una breve estancia como organista de la catedral de Segorbe (1947-1949) ganó por oposición el puesto de maestro de capilla de la catedral de Cuenca, que desempeñó hasta su muerte. Fue un importante promotor de la música en dicha ciudad, siendo responsable de música de la catedral, crítico de música en la prensa local y profesor de dicha materia en el seminario de San Julián, organizando la semana de la música religiosa de Cuenca, dirigiendo el coro de la sección femenina y siendo promotor del Instituto de Música Religiosa de Cuenca. Su producción propia se centró técnicamente en obras a cuatro voces, tanto en música religiosa como en orfeones.
Como maestro de capilla, no solo fue autor de obras religiosas sino que también realizó el Catálogo Musical del Archivo de la Santa Iglesia Catedral Basílica de Cuenca, publicando en múltiples volúmenes los fondos de la institución, así como un estudio sobre sus predecesores titulado Los maestros de capilla. Las publicaciones de Restituto han sido llamativas entre los estudioso al ser el único catálogo hecho con la organización tradicional de los maestros de capilla (primando el género sobre el autor). Es también la principal fuente de información biográfica de numerosos compositores conquenses, siendo su trabajo la base sobre la que posteriores musicólogos han ampliado los detalles de los maestros de capilla de la catedral. Recogió igualmente obras populares y de folclore de las localidades de la diócesis.
El instituto de música religiosa de Cuenca promovido por Restituto ha sido considerado "un vehículo de rescate, difusión e investigación abierto a todas las regiones de España" y pese a sus escasos recursos editó y preservó el patrimonio musical de otras localidades como Astorga, El Escorial o Salamanca. Restituto colaboró personalmente con otras iniciativas musicales similares como la Semana Litúrgica Musical de Pamplona, para la que publicó en 1967 una misa de Pedro Aranaz. Siguió publicando trabajos musicales hasta fechas tan tardías como 1974, poco antes de fallecer en Cuenca.